# 拓跋弗
拓跋 弗（たくばつ ふつ、拼音：Tuòbá Fú、? - 294年、在位：293年 - 294年）は、鮮卑拓跋部の大人（たいじん：部族長）。拓跋沙漠汗の末子。拓跋猗㐌・拓跋猗盧の弟。拓跋鬱律の父。北魏の道武帝より思皇帝と追尊された。

## 生涯
293年、拓跋綽が死ぬと、後を継いで拓跋弗が大人となった。聡明で度量が大きく、諸父兄に重んじられた。また、道徳・品格が高く、政治は寛大であったために、百姓はみな敬服した。
しかし在位1年で死去し、拓跋禄官が代わって大人となった。